# Til-Barsip
Til Barsip, of Til Barsib, nu Tell Ahmar, is een vindplaats van oudheden aan de Eufraat in Syrië.
De plaats was al in het Neolithicum bewoond en er zijn overblijfselen in het Luwisch, maar het zijn vooral de overblijfselen uit de IJzertijd die belangrijk zijn. Het was de hoofdstad van de Aramese stam van de Bît-Adini en werd door de Assyriërs veroverd in de 9e eeuw v.Chr. De stad werd omgedoopt in Kar-Šulmānu-ašarēdu: de kade van Salmanasser III. Het werd belangrijk centrum voor het Assyrische bestuur van de streek vanwege zijn strategische ligging aan de Eufraat en wordt een aantal malen genoemd in de eponiemenlijsten.
Tell Ahmar werd voor het eerst onderzocht door de Franse archeoloog François Thureau-Dangin in de jaren 1930. Hij legde de stad uit de ijzertijd bloot en vond een hypogeum-begraafplaats uit de vroege bronstijd met een grote hoeveelheid aardewerk. Er werden ook drie belangrijke steles gevonden, waarop vermeld wordt dat de Aramese koning Bar Ga'yah uit de 8e eeuw v.Chr. — mogelijk identiek aan de Assyrische gouverneur Sahmshi-ilu — een verdrag met de stad Arpad sloot.
Recente opgravingen bij Tell Ahmar werden uitgevoerd door Guy Bunnens van de University of Melbourne in de late jaren 1980 en gedurende de jaren 1990. Een grote hoeveelheid gesneden ivoor van hoge kwaliteit werd ontdekt, waarover in 1997 een publicatie verschenen is.
Bit Agusi · Bit-Bahiani · Gurgum · Halab · Hamath · Hatarikka · Hilakku · Kammanu · Karkemis · Kummuh · Pattina · Que · Sam'al · Tabal · Til-Barsip